# Transformación de diseño
En términos generales, la transformación de diseño es un proceso interdisciplinario que busca crear cambios sostenibles y deseables en forma y conducta – de individuos, sistemas y organizaciones – comúnmente para fines socialmente progresivos.
Es un proceso iterativo multi-etapa que se aplica a problemas grandes y complejos; algunas veces, pero no de forma limitada, a problemas sociales.
Las personas que lo utilizan examinan los problemas de manera integral para lograr entender las relaciones, así como sus componentes para asimilar mejor el desafío. Después realizan prototipos -a pequeña escala– compuesta por objetos, servicios, interacciones y experiencias que apoyan a las personas y organizaciones para lograr el cambio deseado. Los prototipos exitosos se implementan a mayor escala.
Debido a que la transformación de diseño tratan sobre la aplicación de habilidades en territorios no-tradicionales, a menudo se obtienen resultados de diseño no-tradicionales. 3 Estos proyectos han dado como resultado la creación de nuevos roles, nuevas organizaciones, nuevos sistemas y nuevas políticas. Estos diseñadores dan una forma a una descripción del trabajo como si fuera un nuevo producto. 3
Este campo emergente es el resultado del trabajo colaborativo de una variedad de disciplinas de diseño - diseño de servicio, diseño centrado en el usuario, diseño participativo, diseño de concepto, información del diseño, diseño industrial, diseño gráfico, sistemas de diseño, diseño interactivo, la experiencia del diseño - así como disciplinas de no-diseño incluyendo psicología cognitiva y psicología perceptual, lingüística, ciencia cognitiva, arquitectura, háptico, arquitectura de la información, etnografía, narración y heurística.

## Historia
A pesar de que se ha escrito sobre el valor económico y la necesidad de transformación en los últimos años, 7,8 esta práctica surgió por primera vez en el 2004 cuando El consejo de diseño, la organización estratégica nacional para el diseño del Reino Unido, formó RED: el reto “depósito de hacer” auto-proclamando que se llevará el pensamiento del diseño a la transformación de servicios públicos. 1
Este movimiento fue en respuesta al deseo del primer ministro Tony Blair de tener servicios públicos “rediseñados basado en las necesidades de los usuarios, los pacientes, el pasajero, la víctima de un crimen”. 3
El equipo RED, liderado por Hilary Cottam, estudió los grandes y complejos problemas para determinar las técnicas y formas de diseño que pueden ayudar al gobierno a pensar de nuevo los sistemas y estructuras dentro de los servicios públicos y probablemente re diseñarlos de principio a fin. 3
Entre el 2004 y 2006, el equipo RED, en colaboración con otras personas o grupos, desarrollaron técnicas y procesos capaces de “transformar” problemas sociales como la prevención de enfermedades, el manejo de enfermedades crónicas, el cuidado de ciudadanos de tercera edad, la transportación rural, conservación de energía, los prisioneros reincidentes y la educación pública.
En 2015 la Universidad de Arte Braunschweig en Alemania empezará un nuevo Master en Transformación de Diseño Archivado el 24 de septiembre de 2015 en Wayback Machine..

## Proceso
El diseño de transformación, como en el diseño centrado en el usuario, comienza desde la perspectiva del usuario final. Los diseñadores invierten mucho tiempo aprendiendo como los usuarios experimentan actualmente el sistema y como quieren experimentarlo, y también cocreando las soluciones diseñadas con los usuarios.
Debido a que el diseño de transformación ataca cuestiones complejas, siempre es necesario conocer a experiencia más allá del usuario y el diseñador. Se invita a personas tales como, responsables políticos, analistas del sector, psicólogos, economistas, empresas privadas, departamentos y organismos gubernamentales, trabajadores de primera línea y académicos a participar en todo el proceso de diseño desde la definición del problema hasta el desarrollo de la solución. 6
Con tantos puntos de vista incluidos en el proceso, los diseñadores de transformación no son siempre ‘diseñadores’. En lugar de eso, juegan el rol de moderadores. A partir de distintos métodos de participación y cocreación, estos diseñadores que moderan, crean prácticas, talleres colaborativos (alias charrette) que hacen el proceso de diseño accesible a los no diseñadores.
Las ideas de los talleres se convierten rápidamente en prototipos y son puestos a prueba en el mundo real con un grupo de usuarios finales. Su experiencia y opiniones sobre los prototipos se registran y se hace una retroalimentación en los talleres para el desarrollo del siguiente prototipo.